# Academia Médico-quirúrgica de Moscú
La Academia Médico-quirúrgica de Moscú (en ruso: Московская медико-хирургическая академия) es una institución superior educativa médica. Se constituyó como Escuela Médico-quirúrgica" en 1798. Preparaba médicos, principalmente para el ejército y la marina.

## Historia
La Academia Médico-quirúrgica de Moscú fue cerrada en 1804, y sus estudiantes fueron transferidos a San Petersburgo. En 1808 nuevamente inicia su actividad como Departamento de Moscú de la Academia Médico-quirúrgica de San Petersburgo. En 1937 se constituye como Academia independiente.
Entre 1808 y 1845 ocupó el edificio Rozhdestvenki (Рождественки), construido según el proyecto de M.F. Kazakov. En su años de funcionamiento, preparó más de dos mil médicos y varios cientos de farmacéuticos. En 1845 se unifició con el Departamento de Medicina de la Universidad Estatal de Moscú.